# Anna Katharina Fröhlich
Anna Katharina Fröhlich (* 12. November 1971 in Bad Hersfeld) ist eine deutsche Schriftstellerin und Übersetzerin.
Fröhlich, Tochter des Schriftstellers Hans-Jürgen Fröhlich, wuchs in Frankfurt und München auf, bevor sie mit ihrer Familie an den Gardasee übersiedelte. 2003 veröffentlichte sie ihren ersten Roman. 2011 wurde sie mit dem Literaturpreis des Kulturkreises der deutschen Wirtschaft ausgezeichnet. 2011 war ihr Roman Kream Korner für den Preis der Leipziger Buchmesse nominiert.

## Werke
- Wilde Orangen. Dumont, Köln 2003, ISBN 978-3-8321-7875-8.
- Kream Korner. Berlin Verlag 2010, ISBN 978-3-8333-0796-6.
- Der schöne Gast. Hanser, München 2014, ISBN 978-3-446-24522-8.
- Rückkehr nach Samthar. C.H.Beck, München 2018, ISBN 978-3406727641
- Die Yacht. Friedenauer Presse, Berlin 2024, ISBN 978-3-7518-8012-1[1]

### Übersetzungen
- Roberto Calasso: Ka. (1996) Aus dem Ital. von Anna Katharina Fröhlich und Marianne Schneider. Suhrkamp, Frankfurt/M. 1999, ISBN 3-518-41067-9.